# Тибидабо (парк аттракционов)

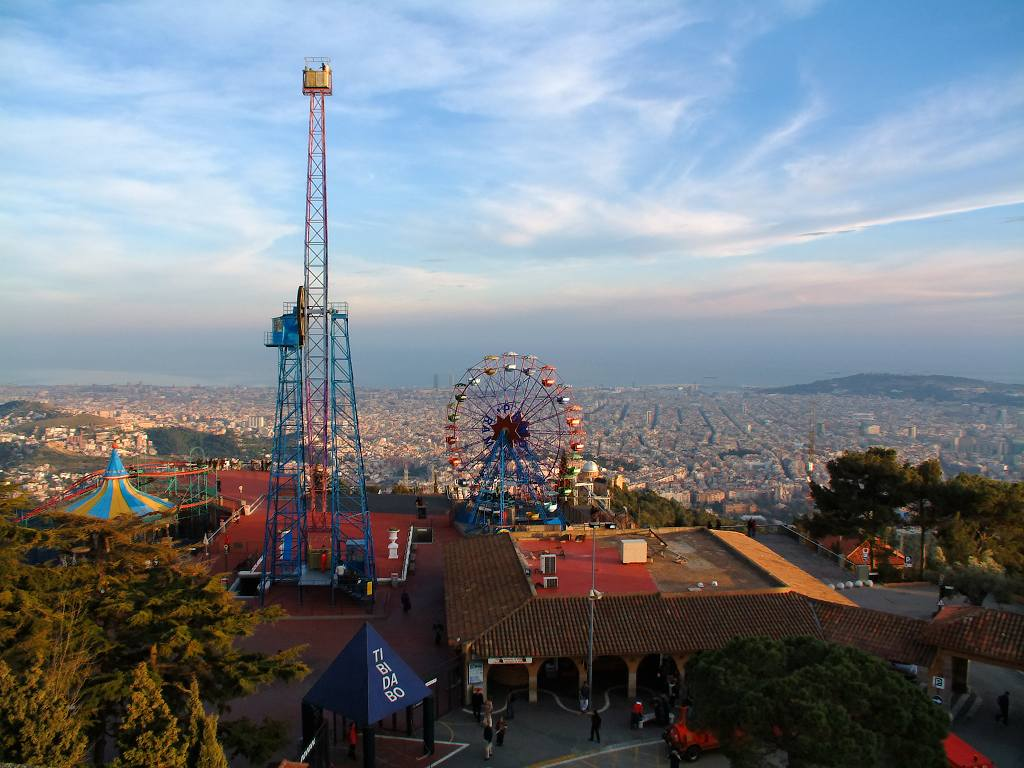

Парк аттракцио́нов Тибидабо (кат. Parc d'Atraccions Tibidabo, исп. Parque de Atracciones Tibidabo) — парк аттракционов, расположенный на горе Тибидабо к западу от Барселоны (Испания). Имеет площадь 70 000 м2 и является старейшим парком аттракционов в Испании, вторым из построенных в Европе и одним из старейших в мире (открыт в 1899 году).